# Michel Vitold
Michel Vitold, de son vrai nom Vitold Sayanoff (en russe : Витолд Саянов), né le 15 septembre 1914 à Kharkov (alors en Russie) et mort le 14 juin 1994 à Clamart, est un acteur et metteur en scène français d'origine russo-géorgienne.

## Biographie

### Origines et formation
Issu d'une famille noble de Géorgie émigrée d'abord en Turquie de Russie soviétique, Vitold Sayanoff arrive en France à l’âge de dix ans. La famille s'installe à Chalon-sur-Saône, puis à Vichy, où il est élève d'un collège religieux.
À la suite de la mort de son père, il abandonne ses études à l'âge de treize ans pour exercer divers petits métiers jusqu'à l'âge de 25 ans : laveur de vitres, fabricant de pistolets pour enfants, porteur pour une maison de caviar...
Passionné par le théâtre, après avoir échoué deux fois au Conservatoire, il fait un bref apprentissage du métier de comédien auprès de Charles Dullin, principalement avec Raymond Rouleau et Julien Bertheau. Il est aussi élève du Cours Simon.

### Théâtre
Il entre dans la Compagnie des Quatre Saisons d'André Barsacq, dans laquelle il interprète des pièces de Jean Anouilh : Le Voyageur sans bagage en 1937, Le Bal des voleurs en 1938, et de Jean Cocteau : Œdipe Roi en 1937. Il a ensuite joué dans des pièces de Jean-Paul Sartre : Huis clos en 1944, Morts sans sépulture en 1946, Nekrassov en 1955.
Avec Jean Vilar, il est de la première aventure du Festival d'Avignon, jouant en 1948 dans Schéhérazade de Jules Supervielle.
En 1958, il met en scène Douze hommes en colère de Reginald Rose. Dans les années 1960, à la Comédie-Française, il met en scène Britannicus de Jean Racine et Crime et châtiment, d'après Dostoievski, les deux pièces avec Robert Hirsch.
Il a été pensionnaire de la Comédie-Française de 1983 à 1985 ; il y joue notamment le rôle d'Auguste dans Cinna de Pierre Corneille.
Il fait sa dernière apparition marquante sur scène en 1987 au Théâtre du Lucernaire, dans Contes bariolés, d'après Anton Tchekhov.

### Cinéma et télévision
Il apparaît au cinéma dès les années 1930.
On se souvient de son rôle de banquier dans Judex. Il est aussi présent dans Le Testament du docteur Cordelier de Jean Renoir, donne la réplique à Yves Montand dans L'Aveu de Costa-Gavras et tourne avec nombre de réalisateurs prestigieux comme : Jean Delannoy, Édouard Molinaro, Michel Deville, Jacques Deray, Claude Autant-Lara et Alain Corneau.
À la télévision, il a joué dans : Oncle Vania, La Mort du titan, Pierre de Coubertin, Madame le juge, Les Brigades du Tigre, Le Tourbillon des jours, Les Cinq Dernières Minutes, Quentin Durward, Corsaires et Flibustiers, etc.

### Vie privée
Sa première épouse, Michèle Sayanoff Dufour, a publié ses mémoires sous le titre Les Sept vies de ma grand-mère (éditions Flammes d'âme).
Il a ensuite été marié à la comédienne Christiane Lénier, puis avec Mireille Paparella qui poursuivit le travail théâtral qu'il avait entamé dans la compagnie qu'il avait fondée.

## Filmographie

### Cinéma

#### Années 1930
- 1938 : Adrienne Lecouvreur de Marcel L'Herbier : Le tueur
  - Entrée des artistes de Marc Allégret : Gabriel, un élève du Conservatoire
  - Accord final de Ignacy Rosenkranz : Un élève
  - Orage de Marc Allégret : Georges

#### Années 1940
- 1942 : La Symphonie fantastique de Christian-Jaque : Un chef d'orchestre
  - La Nuit fantastique de Marcel L'Herbier : Boris
  - Mariage d'amour de Henri Decoin : L'homme
- 1943 : Madame et le Mort de Louis Daquin : Nazarian
  - Malaria de Jean Gourguet : Henri Malfas
  - Ceux du rivage de Jacques Séverac : Le juge d'instruction
  - Le Brigand gentilhomme de Émile Couzinet : Le roi Don Carlos
- 1944 : L'aventure est au coin de la rue de Jacques Daniel-Norman : Waldo
  - L'Île d'amour de Maurice Cam : André Bozzi
  - Huis clos de Jean-Paul Sartre : Garcin
- 1945 : Enquête du 58 de Jean Tedesco - court métrage -
  - François Villon de André Zwobada : Noël, le borgne
  - Le Jugement dernier de René Chanas : Vassili
- 1946 : Le Visiteur de Jean Dréville : Oxner
- 1947 : Goémons de Yannick Bellon : voix du narrateur
  - Rouletabille joue et gagne de Christian Chamborant
- 1948 : Rouletabille contre la dame de pique de Christian Chamborant
- 1949 : Le Secret de Mayerling de Jean Delannoy

#### Années 1950
- 1950 : La montagne est verte de Jean Lehérissey - court métrage -
- 1951 : Jouons le jeu - court métrage -
- 1951 : Messaline (Messalina) de Carmine Gallone : Narcisus
- 1954 : Les Révoltés de Lomanach de Richard Pottier : Rabuc
- 1959 : Maigret et l'affaire Saint-Fiacre de Jean Delannoy : L'abbé Jodet
- 1959 : Le Testament du docteur Cordelier (téléfilm, également sorti dans les salles) de Jean Renoir : Dr. Lucien Séverin

#### Années 1960
- 1960 : L'Ennemi dans l'ombre de Charles Gérard : Eric Urenbach
- 1961 : Vacances en enfer de Jean Kerchbron
- 1962 : Les Ennemis de Édouard Molinaro : Andreï Smoloff
- 1962 : Rififi à Tokyo de Jacques Deray : Merigne
- 1962 : Adorable Menteuse de Michel Deville : Antoine
- 1962 : La Gamberge de Norbert Carbonnaux : Antonin
- 1962 : Arsène Lupin contre Arsène Lupin de Édouard Molinaro : Baron Von Krantz
- 1963 : Ballade pour un voyou de Jean-Claude Bonnardot : Stéphane Donnacil
- 1963 : Judex de Georges Franju : Favraux
- 1964 : Les Pas perdus de Jacques Robin : Pierre Simonnet
- 1965 : Thomas l'imposteur de Georges Franju : Dr. Vernes
- 1965 : Le Chant du monde de Marcel Camus : Toussaint
- 1967 : Lagardère (feuilleton télévisé) de Jean-Pierre Descourt : L'homme rouge (autre titre Les Aventures de Lagardère) : une version écourtée a été projetée en salle.
- 1968 : Le Franciscain de Bourges de Claude Autant-Lara
- 1969 : La Bande à Bonnot de Philippe Fourastié : Victor Kilbatchiche

#### Années 1970
- 1970 : L'Aveu de Costa-Gavras : Bohumil Smola
- 1974 : Le Mouton enragé de Michel Deville : Georges Groult
  - France société anonyme d'Alain Corneau : Le fourgueur
- 1978 : Genre masculin de Jean Marbœuf M. Jacquot

#### Années 1980
- 1982 : La Nuit de Varennes de Ettore Scola : De Florange
- 1983 : Le Clou de Philippe Le Guay - court métrage -
- 1984 : Le Quatuor Basileus (Il Quartetto Basileus) de Fabio Carpi : Guglielmo
- 1988 : La Bête féroce de Magali Cerda - court métrage -

#### Années 1990
- 1990 : Les Matins chagrins de Jean-Pierre Galeppe : Georges
- 1992 : Listopad (autre titre Novembre) de Lukas Karwowski
- 1993 : La Joie de vivre de Roger Guillot : Henri Jolly

### Télévision

#### Années 1950
- 1953 : Mon cœur est dans les Highlands (téléfilm)
- 1957 : La Nuit des rois : Malvolio
- 1959 : Le Testament du docteur Cordelier (téléfilm, également sorti dans les salles) de Jean Renoir : Dr. Lucien Séverin

#### Années 1960
- 1962 : Denis Asclepiade (téléfilm) : Denis Asclepiade
- 1962 : Oncle Vania (téléfilm) : Vania
- 1963 : Le Troisième Concerto de Marcel Cravenne : Francesco
- 1963 : Caterina (de Félicien Marceau), téléfilm de Gérard Herzog : le roi
- 1965 : Esope (téléfilm)
- 1965 : Le Théâtre de la jeunesse : Sans famille : Vitalis
- 1966 : Corsaires et Flibustiers (série télévisée) : Marsan (autre titre Les Corsaires)
- 1966 : La Mouette (d'Anton Tchekhov), téléfilm de Gilbert Pineau : Dorn
- 1967 : Lagardère (feuilleton télévisé) de Jean-Pierre Descourt : L'homme rouge (autre titre Les Aventures de Lagardère) : une version écourtée a été projetée en salle.
- 1967 : Le Théâtre de la jeunesse : Le Secret de Wilhelm Storitz d'Éric Le Hung : Marc-Antoine Désormeaux
- 1969 : Le Soleil des eaux (téléfilm)

#### Années 1970
- 1970 : Le Tribunal de l'impossible : Un esprit nommé Katie King (téléfilm) : William Crookes
  - "Le Service des affaires classées" (série télévisée) épisode Le cilise : Édouard Bracieux
- 1970 : Au théâtre ce soir : Douze hommes en colère de Reginald Rose, mise en scène Michel Vitold, réalisation Pierre Sabbagh, Théâtre Marigny : Le juré #8
- 1971 : Quentin Durward, feuilleton télévisé de Gilles Grangier (série télévisée) : Louis XI.
- 1972 : Le Sagouin (téléfilm) : Bordas
  - Les Évasions célèbres (série télévisée) (épisode Attale, esclave Gaulois) : Théodoric
  - La Cerisaie : Lopakine
  - Les Dossiers de Me Robineau, de Nat Lilenstein : Cette mort si proche (téléfilm) : Moreau
  - L'Homme qui revient de loin (feuilleton télévisé) : André de la Boissière
- 1973 : La Paroi (téléfilm) : Anthime
- 1974 : La Dernière Carte (téléfilm) : Robert Wilram
  - "Malaventure" (série télévisée, autre titre Mystère sur la 2) épisode Monsieur Seul) : Mirecourt
  - Le Juge et son bourreau (téléfilm) de Daniel Le Comte: Gastmann
- 1975 : Azev : le tsar de la nuit (téléfilm) : Lapoukhine
  - "Des Christoffel von Grimmelshausen abenteuerlicher Simplicissimus" (feuilleton télévisé) : Einsiedel
  - "Erreurs judiciaires" (série télévisée) : Me Thévenot
  - "Salvator et les Mohicans de Paris" (1975), feuilleton télévisé de Bernard Borderie : Dottser (1975)
  - "Les Cinq Dernières Minutes" (série télévisée)
    - épisode Le lièvre blanc aux oreilles noires (1975) de Claude Loursais : Henri Sorbier
    - épisode Un cœur sur mesure (1981) de Claude de Givray : M. Grutman

  - "Les Brigades du Tigre" de Victor Vicas (série télévisée) 
    - épisode La Couronne du Tsar : Le Prince Pavel Pavlevitch
    - épisode 5 : La Grande Duchesse Tatiana de Victor Vicas : Lioubov
- 1977 : "Dossiers : Danger immédiat" (série télévisée) épisode La victime choisie : Fontenis
  - "Recherche dans l'intérêt des familles" de Philippe Arnal  (série télévisée) épisode Fausse manœuvre : Le général Titus
  -  Le Loup blanc de Jean-Pierre Decourt (téléfilm) : Marquis de Tremi
- 1978 : "Madame le juge" (série télévisée) : Me Deroche
  - "Ces merveilleuses pierres" (feuilleton télévisé) : Petersen
- 1979 : Le tourbillon des jours (feuilleton télévisé) : L'avocat
  - Le Dernier Mélodrame (téléfilm) : Larémole dit Larémolière
  - Le Loup-Cervier (téléfilm) : Grand-Monault
  - Le Procès de Riom (téléfilm) : Léon Blum

#### Années 1980
- 1980 : Tarendol (téléfilm) : M. Château
  - La Vie de Pierre de Coubertin (téléfilm) : Chadin
  - Les Dames de cœur (série télévisée) épisode Un amour d'émir : L'émir
- 1981 : "Les Fiancées de l'Empire" (feuilleton télévisé) : Charles Dury
  - Le Calvaire d'un jeune homme impeccable (téléfilm) : Phidias
  - Sept hommes en enfer (téléfilm) : Daniel
  - Martine Verdier (feuilleton télévisé)
- 1981 : Les Cinq Dernières Minutes de Claude de Givray, épisode Un cœur sur mesure
- 1982 : Fort comme la mort (téléfilm) : Olivier Bertin
  - La Steppe (téléfilm) : voix d'Anton Chekhov
- 1984 : La Lanterne des morts de Francis Fehr
- 1985 : Le Génie du faux (téléfilm)
- 1986 : Claire de Lazare Iglesis : Crouze
  - "Traquenards" (série télévisée) épisode L'héritage maudit
- 1988 : Les Enquêtes du commissaire Maigret, série télévisée, de Michel Subiela épisode Le Témoignage de l'enfant de chœur : Le juge Mougin
- 1989 : Haute tension (série télévisée) épisode Eaux troubles : Klaka

#### Années 1990
- 1990 : Les Chevaliers de la table ronde de Denis Llorca : Le Roi Pêcheur
- 1991 : V comme vengeance (série télévisée) épisode Le billard écarlate : Le médecin
  - "La Florentine" (feuilleton télévisé) : Pierre de Brévailles

## Théâtre

### Comédien
- 1937 : Œdipe roi  de Jean Cocteau, mise en scène de l'auteur, Théâtre Antoine
- 1937 : Les Chevaliers de la Table ronde de Jean Cocteau, mise en scène de l'auteur, Théâtre de l'Œuvre
- 1938 : Le Bal des voleurs de Jean Anouilh, mise en scène André Barsacq, Théâtre des Arts
- 1940 : Le Loup-Garou de Roger Vitrac, mise en scène Raymond Rouleau, Théâtre des Noctambules
- 1941 : Le Rendez-vous de Senlis de Jean Anouilh, mise en scène André Barsacq, Théâtre de l'Atelier
- 1944 : Huis clos de Jean-Paul Sartre, mise en scène Raymond Rouleau, Théâtre du Vieux-Colombier
- 1941 : 800 mètres d' André Obey mise en scène de Jean-Louis Barrault, Stade Roland-Garros
- 1944 : Le Dîner de famille de Jean Bernard-Luc, mise en scène Jean Wall, Théâtre de la Michodière
- 1945 : Les Frères Karamazov de Fiodor Dostoïevski, mise en scène André Barsacq, Théâtre de l'Atelier
- 1945 : Les Bouches inutiles de Simone de Beauvoir, Théâtre des Carrefours
- 1946 : Huis clos de Jean-Paul Sartre, mise en scène Michel Vitold, Théâtre de la Potinière
- 1946 : Morts sans sépulture de Jean-Paul Sartre, mise en scène Michel Vitold, Théâtre Antoine
- 1948 : Yerma de Federico García Lorca, mise en scène Maurice Jacquemont, Studio des Champs-Élysées
- 1948 : Thermidor de Claude Vermorel, Théâtre Pigalle
- 1948 : La Tragédie du roi Richard II de William Shakespeare, mise en scène Jean Vilar, Festival d'Avignon
- 1948 : Shéhérazade de Jules Supervielle, mise en scène Jean Vilar, Festival d'Avignon, Théâtre Edouard VII
- 1949 : Nuit des hommes de Jean Bernard-Luc, mise en scène André Barsacq, Théâtre de l'Atelier
- 1949 : Jeanne et ses juges de Thierry Maulnier, mise en scène Maurice Cazeneuve, Parvis de la Cathédrale de Rouen
- 1950 : Le Bal des voleurs de Jean Anouilh, mise en scène André Barsacq, Théâtre des Arts
- 1950 : Henri IV de William Shakespeare, mise en scène Jean Vilar, Festival d'Avignon
- 1951 : Dieu le savait ! d'Armand Salacrou, mise en scène Jean Mercure, Théâtre Saint-Georges
- 1952 : La Dame de trèfle de Gabriel Arout, mise en scène Michel Vitold, Théâtre Saint-Georges
- 1951 : Le Roi de la fête de Claude-André Puget, mise en scène Claude Sainval, Comédie des Champs-Élysées
- 1952 : La Résurrection des corps de Loys Masson, mise en scène Michel Vitold, Théâtre de l'Œuvre
- 1952 : Lorenzaccio d'Alfred de Musset, mise en scène Gérard Philipe, Festival d'Avignon
- 1953 : La Maison de la nuit de Thierry Maulnier, mise en scène Marcelle Tassencourt : Michel Vitold, Théâtre Hébertot
- 1954 : La Maison de la nuit de Thierry Maulnier, mise en scène Marcelle Tassencourt : Michel Vitold, Théâtre des Célestins
- 1954 : Mon cœur dans les Highlands de William Saroyan mise en scène de Michel Vitold, Théâtre Hébertot
- 1955 : Nekrassov de Jean-Paul Sartre, mise en scène Jean Meyer, Théâtre Antoine
- 1956 : Huis clos de Jean-Paul Sartre, mise en scène Michel Vitold, Théâtre en Rond
- 1956 : Les Amants puérils de Fernand Crommelynck, mise en scène Tania Balachova, Théâtre des Noctambules
- 1956 : La Reine des insurgés d'Ugo Betti, mise en scène Michel Vitold
- 1957 : Ce soir on improvise de Luigi Pirandello, mise en scène Sacha Pitoëff, Théâtre de l'Alliance française, Théâtre de l'Athénée
- 1958 : La Dame de trèfle de Gabriel Arout, mise en scène Michel Vitold, Théâtre du Gymnase
- 1958 : Douze hommes en colère de Reginald Rose, mise en scène Michel Vitold, Théâtre de la Gaîté-Montparnasse
- 1963 : La Danse de mort d'August Strindberg, mise en scène Michel Vitold et Frédéric Bart, Théâtre de Lutèce
- 1964 : Caroline de Somerset Maugham, mise en scène Michel Vitold, Théâtre Montparnasse
- 1964 : Le Malentendu d'Albert Camus, mise en scène Michel Vitold, Théâtre Gramont
- 1965 : Huis clos de Jean-Paul Sartre, mise en scène Michel Vitold, Théâtre Gramont
- 1965 : Les Chaises d'Eugène Ionesco, mise en scène Jacques Mauclair, Théâtre Gramont
- 1966 : Les Bouquinistes d'Antoine Tudal, mise en scène Claude Confortès, Théâtre Récamier
- 1966 : Marat-Sade de Peter Weiss, mise en scène Jean Tasso et Gilles Segal, Théâtre Sarah-Bernhardt
- 1969 : Le Misanthrope de Molière, mise en scène Michel Vitold, Théâtre du Vieux-Colombier
- 1969 : Ce fou de Platonov d'Anton Tchekhov, mise en scène Bernard Jenny, Théâtre du Vieux-Colombier
- 1970 : Douze Hommes en colère de Reginald Rose, mise en scène Michel Vitold, Théâtre Marigny
- 1972 : Les Frères Karamazov de Fiodor Dostoïevski, mise en scène Georges Vitaly, Théâtre Graslin
- 1976 : Le Genre humain de Jean-Edern Hallier, mise en scène Henri Ronse, Espace Pierre Cardin
- 1981 : Le Rêveur de Jean Vauthier, mise en scène Michel Vitold, Théâtre Moderne
- 1982 : Les Possédés de Fiodor Dostoïevski, mise en scène Denis Llorca, Centre théâtral de Franche-Comté, Festival d'Avignon, Nouveau théâtre de Nice
- 1983 : Mes Dernières Paroles-Écritures contemporaines de Georges Bensoussan, lecture avec Florent Pagny, Festival d'Avignon
- 1984 : Cinna de Corneille, mise en scène Jean-Marie Villégier, Comédie-Française
- 1985 : Cacchas - Contes bariolés d'Anton Tchekhov, mise en scène Michel Vitold et Gérard Vantaggioli, Théâtre du Chien qui fume, Festival off d'Avignon
- 1987 : Cacchas - Contes bariolés d'Anton Tchekhov, mise en scène Michel Vitold et Gérard Vantaggioli, Théâtre du Lucernaire
- 1988 : Nuit d'amour de Patrick Delperdange et Anita Van Belle, mise en scène Gabriel Garran, Théâtre 13

### Metteur en scène
- 1945 : Les Bouches inutiles de Simone de Beauvoir, Théâtre des Carrefours
- 1946 : Huis clos de Jean-Paul Sartre, Théâtre de la Potinière
- 1946 : Morts sans sépulture de Jean-Paul Sartre, Théâtre Antoine
- 1949 : Pas d'amour d'Ugo Betti, adaptation Maurice Clavel, Théâtre des Noctambules
- 1950 : Notre peau de José-André Lacour, Théâtre de l'Œuvre
- 1952 : La Dame de trèfle de Gabriel Arout, Théâtre Saint-Georges
- 1952 : La Résurrection des corps de Loys Masson, Théâtre de l'Œuvre
- 1953 : La Maison de la nuit de Thierry Maulnier, mise en scène avec Marcelle Tassencourt, Théâtre Hébertot
- 1954 : Mon cœur dans les Highlands de William Saroyan mise en scène de Michel Vitold, Théâtre Hébertot
- 1956 : Huis clos de Jean-Paul Sartre, Théâtre en Rond
- 1956 : La Reine des insurgés d'Ugo Betti
- 1958 : Papa Bon Dieu de Louis Sapin, Théâtre de l'Alliance française
- 1958 : La Dame de trèfle de Gabriel Arout, Théâtre du Gymnase
- 1958 : Douze hommes en colère de Reginald Rose, Théâtre de la Gaîté-Montparnasse
- 1959 : Bon week-end, Monsieur Bennett de Paule de Beaumont d'après Arthur Watkin, Théâtre de la Gaîté-Montparnasse
- 1960 : Constance de William Somerset Maugham, Théâtre Sarah Bernhardt
- 1961 : Lawrence d'Arabie de Terence Rattigan, Théâtre Sarah-Bernhardt
- 1961 : Britannicus de Racine, Comédie-Française
- 1963 : Crime et Châtiment de Fiodor Dostoïevski, adaptation Gabriel Arout, Comédie-Française
- 1963 : La Danse de mort d'August Strindberg, mise en scène avec Frédéric Bart, Théâtre de Lutèce
- 1964 : Caroline de Somerset Maugham, Théâtre Montparnasse
- 1964 : Comme les chardons... d'Armand Salacrou, Comédie-Française
- 1964 : Le Malentendu d'Albert Camus, Théâtre Gramont
- 1965 : Huis clos de Jean-Paul Sartre, Théâtre Gramont
- 1967 : La Putain respectueuse de Jean-Paul Sartre
- 1969 : Le Misanthrope de Molière, Théâtre du Vieux-Colombier
- 1970 : Douze Hommes en colère de Reginald Rose, Théâtre Marigny
- 1975 : L'Idiot de Fiodor Dostoïevski, adaptation Gabriel Arout, Comédie-Française au Théâtre Marigny
- 1981 : Le Rêveur de Jean Vauthier, Théâtre Moderne
- 1985 : Cacchas - Contes bariolés d'Anton Tchekhov, mise en scène avec Gérard Vantaggioli, Théâtre du Chien qui fume Festival d'Avignon Off
- 1987 : Cacchas - Contes bariolés d'Anton Tchekhov, mise en scène avec Gérard Vantaggioli, Théâtre du Lucernaire

## Doublage

### Films
- 1975 : Vol au-dessus d'un nid de coucou : Dr John Spivey (Dean Brooks)
- 1976 : Network : Main basse sur la télévision : Howard Beale (Peter Finch)
- 1977 : Les Duellistes : le colonel bonapartiste (Edward Fox)
- 1978 : Midnight Express : Max (John Hurt)

## Distinctions
- Prix Dominique de la mise en scène 1958 - pour Douze Hommes en colère, adaptation d'André Obey